# Агинский район
Аги́нский райо́н (бур. Агын аймаг) — административно-территориальная единица (район) и муниципальное образование (муниципальный район) Агинского Бурятского округа в Забайкальском крае России.
Административный центр — посёлок городского типа Агинское (в состав района входит, а в состав муниципального района не входит, образуя самостоятельное муниципальное образование — городской округ посёлок Агинское).

## История
В 1648 году агинские буряты приняли российское подданство. После этого начинается заселение района русскими, главным образом забайкальскими казаками.
27 апреля 1921 года в составе ДВР создана Бурят-Монгольская автономная область с центром в Чите, в которую вошли 4 аймака: Агинский, Баргузинский, Хоринский и Чикойский.
30 мая 1923 года была образована Бурят-Монгольская АССР (БМ АССР), объединившая Бурят-Монгольскую АО и Монголо-Бурятскую АО, с центром в Верхнеудинске. С 1930 по 1936 год БМ АССР входила в состав Восточно-Сибирского края.
5 декабря 1936 года после разделения Восточно-Сибирского края Агинский аймак становится частью БМ АССР (столица — Улан-Удэ). 26 сентября 1937 года ЦИК СССР своим постановлением включил Агинский район в состав Агинского Бурят-Монгольского национального округа (с 1958 года — Агинский Бурятский автономный округ). При этом Агинский район был упразднён. 16 января 1941 года Агинский район был восстановлен. 8 декабря 1942 года 8 сельсоветов Агинского района были переданы в новый Могойтуйский район.
С 1 марта 2008 года в результате объединения Читинской области и Агинского Бурятского АО стал районом Забайкальского края.

## Население
| 2002    | 2007    | 2009    | 2010    | 2011    | 2012    | 2013    | 2014    |
| ------- | ------- | ------- | ------- | ------- | ------- | ------- | ------- |
| 29 511  | ↗32 104 | ↗32 560 | ↘18 687 | ↘18 627 | ↘18 285 | ↘17 984 | ↘17 683 |
| 2015    | 2016    | 2017    | 2018    | 2019    | 2020    | 2021    |         |
| ↘17 440 | ↘17 253 | ↘17 113 | ↘16 889 | ↘16 684 | ↘16 382 | ↘15 994 |         |

Урбанизация
В городских условиях (пгт Новоорловск и Орловский) проживают 30,69 % населения муниципального района (без учёта пгт Агинское).

## Национальный состав
Национальный состав по итогам Всероссийских переписей 2010 и 2021 годов:
| № |         | 2010 год        | 2021 год .      |
| - | ------- | --------------- | --------------- |
| 1 | Буряты  | 12518 (66,98 %) | 10337 (64,97 %) |
| 2 | Русские | 5755 (30,79 %)  | 5344 (33,59 %)  |
|   | другие  | 414 (2,21 %)    | 228 (1,43 %)    |
|   | всего   | 37983 (100 %)   | 15909 (1,35 %)  |

## Муниципально-территориальное устройство
В муниципальный район входят 13 муниципальных образований, в том числе 2 городских поселения и 11 сельских поселений:
| №        | Муниципальное образование | Административный центр | Количество населённых пунктов | Население (чел.) | Площадь (км²) |
| -------- | ------------------------- | ---------------------- | ----------------------------- | ---------------- | ------------- |
| 1e-06    | Городское поселение       |                        |                               |                  |               |
| 1        | Новоорловск               | пгт Новоорловск        | 1                             | ↗3084            | 11,80         |
| 2        | Орловский                 | пгт Орловский          | 3                             | ↘1867            | 435,36        |
| 2.000002 | Сельские поселения        |                        |                               |                  |               |
| 3        | Амитхаша                  | село Амитхаша          | 2                             | ↗3352            | 12,79         |
| 4        | Будулан                   | село Будулан           | 2                             | ↘590             | 420,77        |
| 5        | Гунэй                     | село Гунэй             | 1                             | ↘673             | 295,38        |
| 6        | Кункур                    | село Кункур            | 3                             | ↘819             | 598,57        |
| 7        | Сахюрта                   | село Сахюрта           | 1                             | ↘573             | 271,76        |
| 8        | Судунтуй                  | село Судунтуй          | 1                             | ↘917             | 561,96        |
| 9        | Урда-Ага                  | село Урда-Ага          | 4                             | ↗1546            | 653,40        |
| 10       | Хойто-Ага                 | село Хойто-Ага         | 3                             | ↘610             | 380,16        |
| 11       | Цокто-Хангил              | село Цокто-Хангил      | 1                             | ↘821             | 721,58        |
| 12       | Челутай                   | село Челутай           | 2                             | ↘693             | 299,30        |
| 13       | Южный Аргалей             | село Южный Аргалей     | 3                             | ↘449             | 356,86        |

На территории Агинского района всего находятся 14 муниципальных образований. Помимо 13 поселений в составе муниципального района, отдельно от последнего также выделяется 1 городской округ (посёлок Агинское).

## Населённые пункты
В Агинском районе 29 населённых пунктов, в муниципальном районе — 27 населённых пунктов (без пгт Агинское и села Хусатуй, входящих в отдельный городской округ посёлок Агинское).
| №  | Населённый пункт   | Тип  | Население | Муниципальное образование |
| -- | ------------------ | ---- | --------- | ------------------------- |
| 1  | Агинское           | пгт  | ↘16 511   | ГО посёлок Агинское       |
| 2  | Амитхаша           | село | ↗3074     | Амитхаша                  |
| 3  | Аргалей            | село | 0         | Южный Аргалей             |
| 4  | Баян-Булак         | село | ↘179      | Урда-Ага                  |
| 5  | Будулан            | село | ↘665      | Будулан                   |
| 6  | Булактуй           | село | ↗168      | Урда-Ага                  |
| 7  | Верхний Кункур     | село | 2         | Кункур                    |
| 8  | Верхняя Салия      | село | ↘13       | Хойто-Ага                 |
| 9  | Восточная Амитхаша | село | 0         | Амитхаша                  |
| 10 | Гунэй              | село | ↘673      | Гунэй                     |
| 11 | Дэлбэрхэй          | село | ↘16       | Орловский                 |
| 12 | Занта              | село | ↘5        | Орловский                 |
| 13 | Западный Будулан   | село | 0         | Будулан                   |
| 14 | Заречный Челутай   | село | 0         | Челутай                   |
| 15 | Кункур             | село | ↘821      | Кункур                    |
| 16 | Лаха               | село | ↘140      | Урда-Ага                  |
| 17 | Лесозавод          | село | →52       | Южный Аргалей             |
| 18 | Новоорловск        | пгт  | ↗3084     | Новоорловск               |
| 19 | Орловский          | пгт  | ↘1825     | Орловский                 |
| 20 | Пунцук             | село | →19       | Хойто-Ага                 |
| 21 | Сахюрта            | село | ↘573      | Сахюрта                   |
| 22 | Судунтуй           | село | ↘917      | Судунтуй                  |
| 23 | Урда-Ага           | село | ↘806      | Урда-Ага                  |
| 24 | Хойто-Ага          | село | ↘713      | Хойто-Ага                 |
| 25 | Хусатуй            | село | ↗84       | ГО посёлок Агинское       |
| 26 | Цокто-Хангил       | село | ↘821      | Цокто-Хангил              |
| 27 | Цугол              | село | ↘5        | Кункур                    |
| 28 | Челутай            | село | ↘705      | Челутай                   |
| 29 | Южный Аргалей      | село | ↘676      | Южный Аргалей             |

Законом Забайкальского края от 25 декабря 2013 года на территории района было решено образовать новые сёла: Восточная Амитхаша, Западный Будулан, Верхний Кункур, Заречный Челутай, Аргалей. На федеральном уровне им было присвоено наименования Распоряжениями Правительства России: от 11 апреля 2015 г. N 636-р — сёлам Восточная Амитхаша и Западный Будулан, от 1 марта 2016 года N 350-р — сёлам Верхний Кункур, Заречный Челутай и Аргалей.

## Образование
В районе 15 общеобразовательных средних школ, из них 2 начальные, 14 дошкольных учреждений образования, 3 учреждения дополнительного образования. В самом крупном сельском поселении района, Амитхаша, функционируют 2 детских сада, так же планируется построить ещё один (на 120 мест).

## Культура и спорт
В Агинском функционирует кинотеатр Амар сайн. В ДЮСШ Агинского района работают 46 тренеров-преподавателей.

## Почтовый адрес
- 687000, Забайкальский край, Агинский район, п.Агинское.